# Cutuș, Brașov
Cutuș este un sat în comuna Crizbav din județul Brașov, Transilvania, România.

## Etimologie
Numele localității provine din limba maghiară, de la cuvântul Kútásó, care în traducere înseamnă „fântânar”.

## Așezare geografică
Satul Cutuș este situat în partea nordică a comunei Crizbav, la 24 km de Brașov, în partea sudică a munților Perșani.

## Scurt istoric
Kovács, Lehel István (2017). Térben és időben… Barangolás a Barcaságon (În timp și spatiu… Călătorind în Țara Bârsei). Hétfalusi Magyar Művelődési Társaság (Asociația Culturală Maghiară din cele șapte sate).
„Așezarea cea mai interesantă de lângă comuna Crizbav este cea a rromilor din Kutus. Își au veacul aici aproximativ 40 de familii, exclusiv rromi. Locuiesc în colibe de lut particulare, sub formă de cerc, până și forma cotețului de porci având formă de cerc. Ocupația lor este fabricarea lingurilor de lemn și a coveților, respectiv legarea măturilor. Modalitatea de scobire a lingurii de lemn este interesantă. Strungul primitiv, compus dintr-o bucată de scândură și niște cuțite de scobit poartă amprenta epocii de piatră târzii.”— Publicația Encián numărul 7/1937
În anul 2011 populația număra 808 locuitori.
În sat există magazin, școală primară din anul 1950 și grădiniță cu program normal, străzi asfaltate, iar casele sunt majoritatea din cărămidă. 

## Galerie imagini

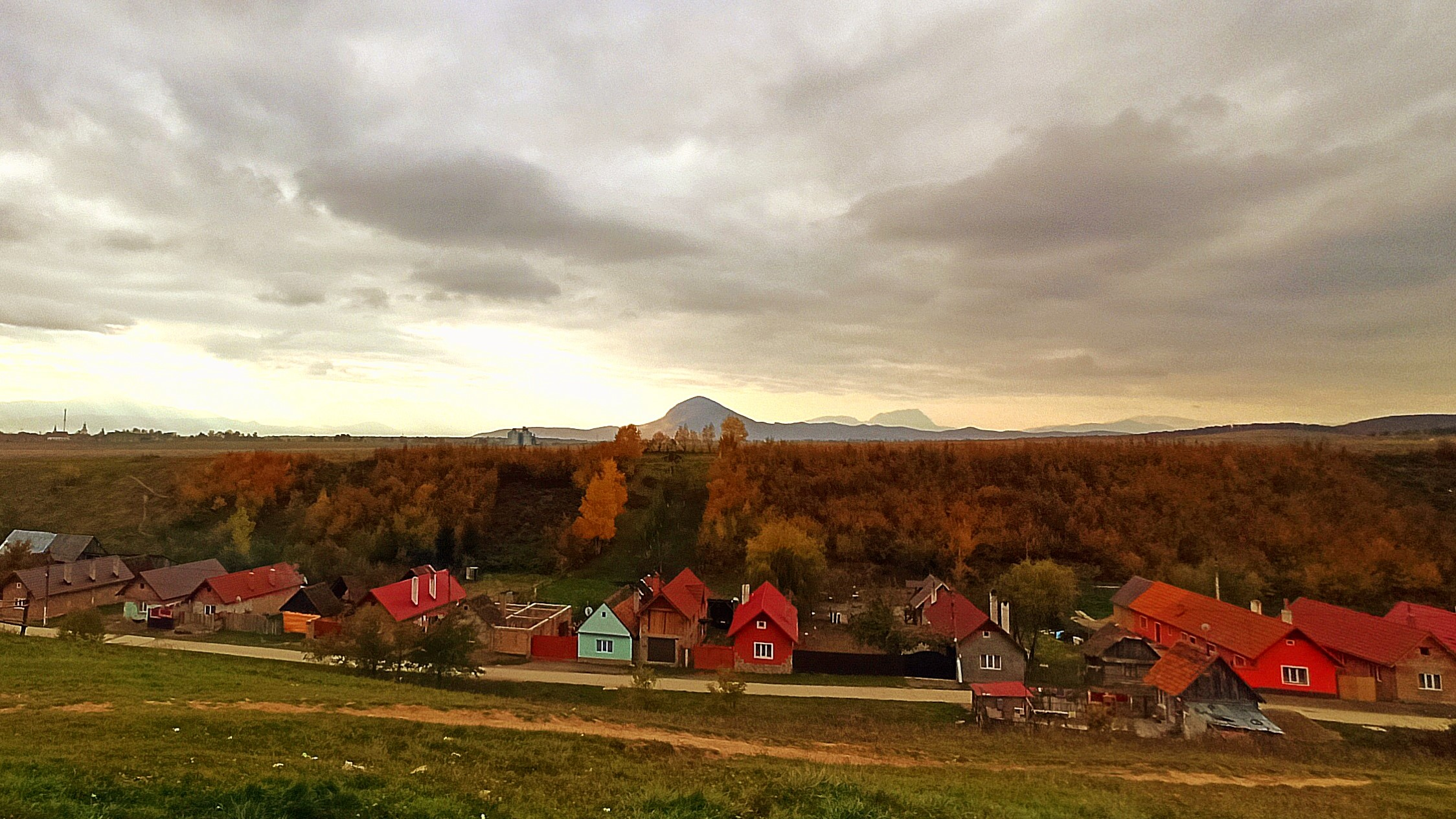
Cutuș cu munții Măgura Codlei în fundal
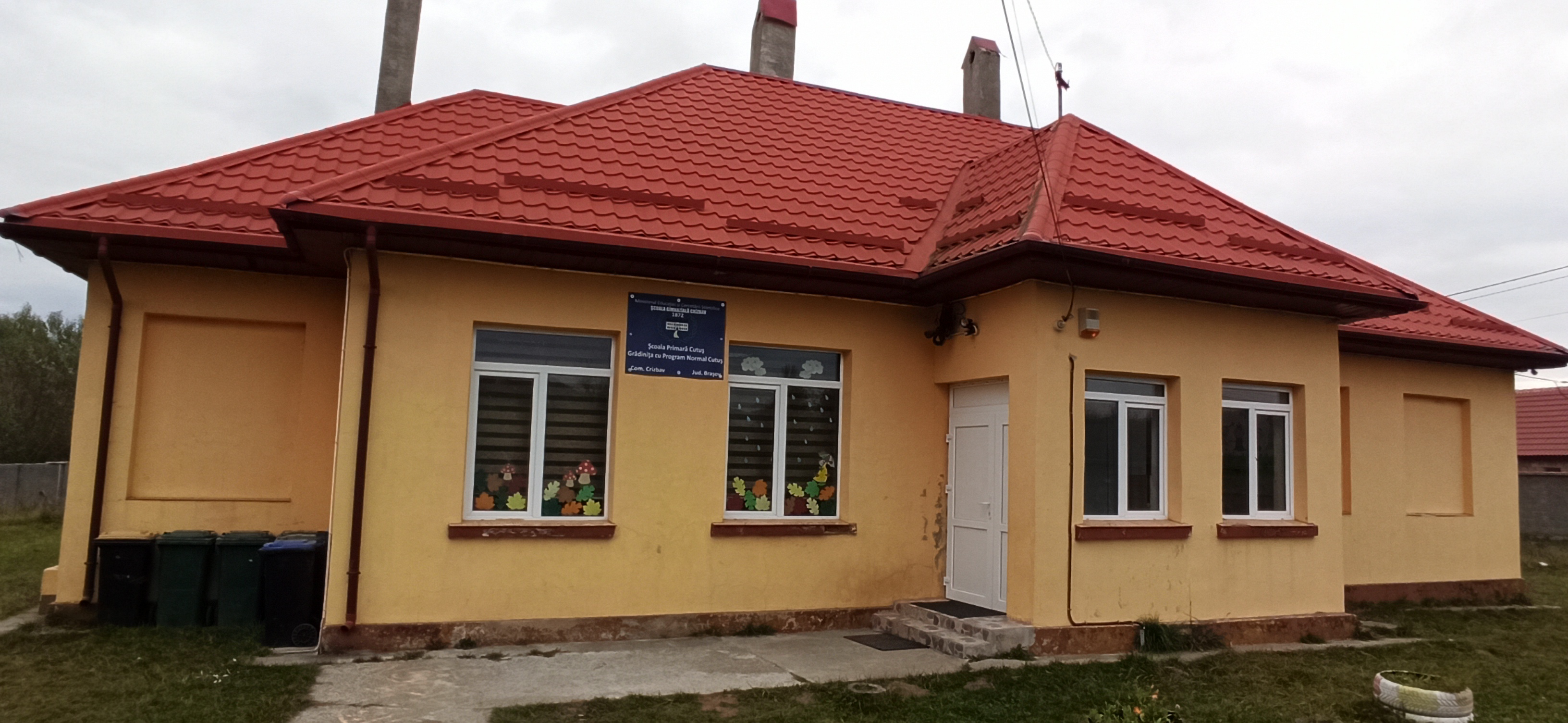
Cutuș școala primară
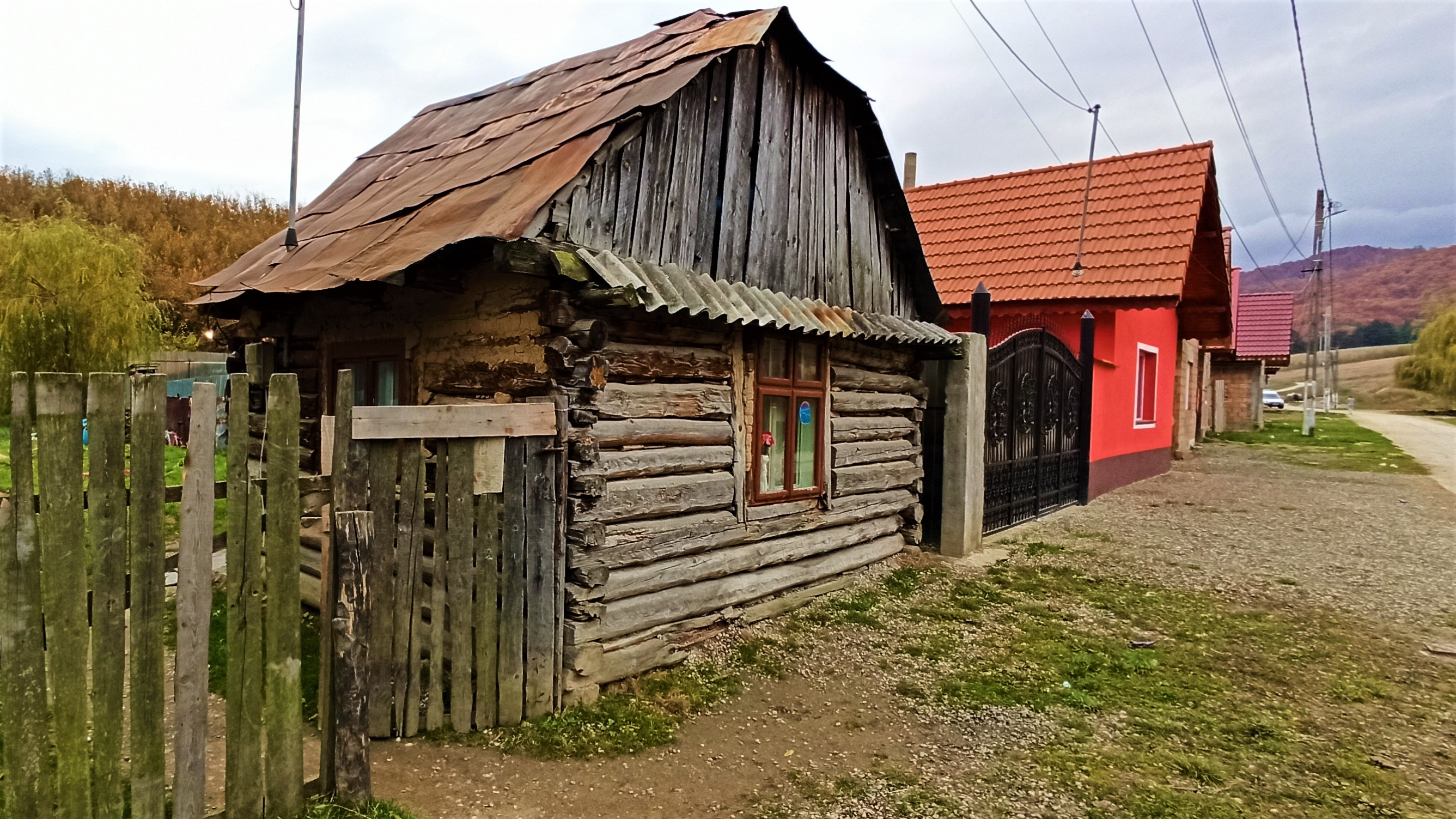
Cutuș între tradițional și modern
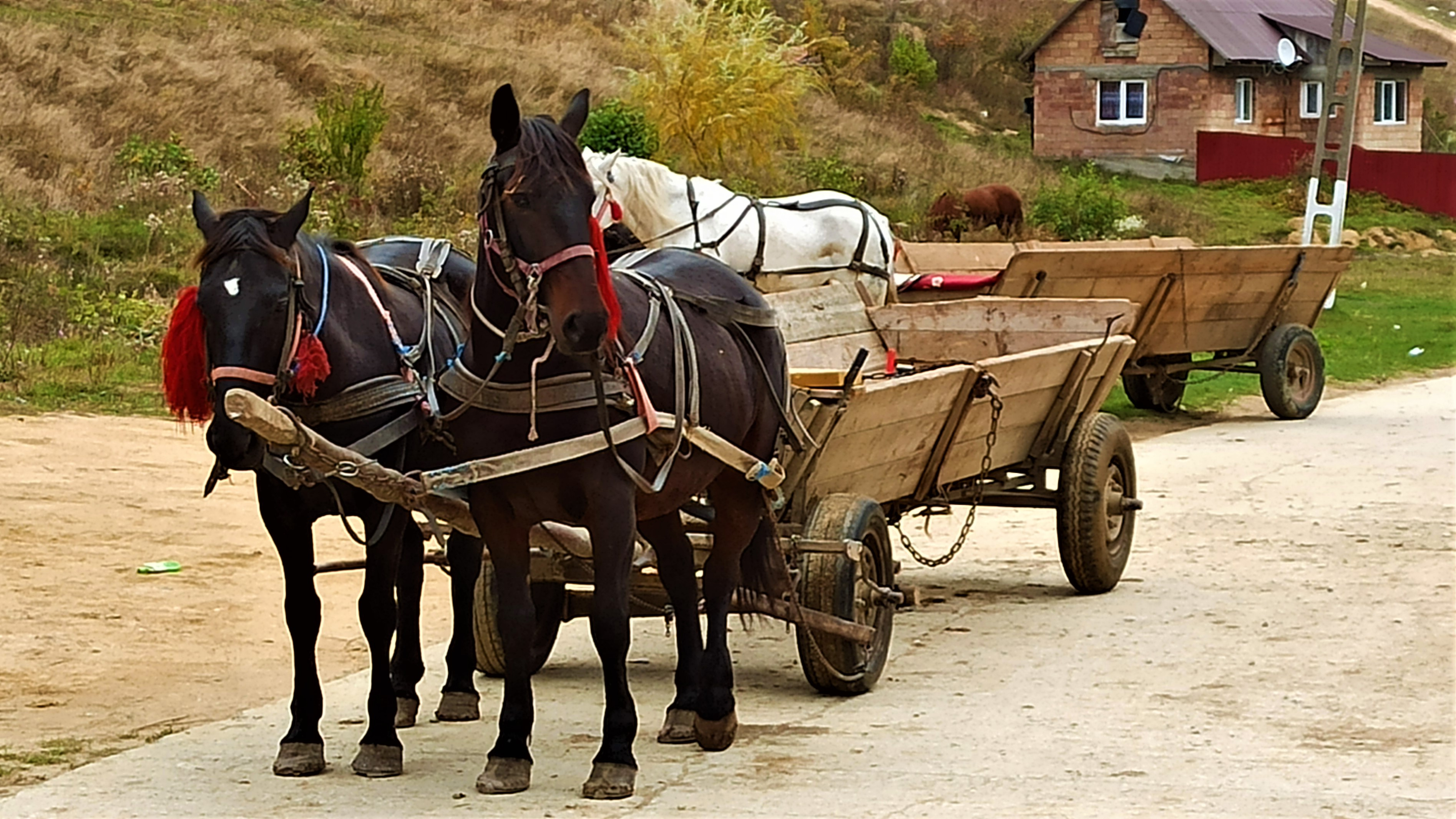
Căruțe în Cutuș